# Josef Riedmann
Josef Riedmann (* 9. September 1940 in Wörgl) ist ein österreichischer Historiker. Er war von 1982 bis 2006 Lehrstuhlinhaber für Geschichte des Mittelalters und Historische Hilfswissenschaften an der Universität Innsbruck.

## Leben und Wirken
Josef Riedmann studierte Geschichte und Geographie in Innsbruck, Marburg und Wien. Riedmann wurde 1966 in Wien mit einer von Heinrich Appelt betreuten Studie zur diplomatischen Form von Vertragsurkunden im 12. Jahrhundert promoviert. Er war Assistent am Institut für Österreichische Geschichtsforschung in Wien. Seit 1969 war er Assistent am Institut für Geschichtswissenschaften an der Universität Innsbruck. 1975 habilitierte er sich in Österreichischer Geschichte. Längere Forschungsaufenthalte führten ihn unter anderem nach Rom und Venedig. 1982 wurde er als Nachfolger von Othmar Hageneder ordentlicher Professor für Geschichte des Mittelalters und Historische Hilfswissenschaften an der Universität Innsbruck und lehrte dort bis zu seiner Emeritierung im Jahr 2006. Zu Riedmanns Schülern gehören Klaus Brandstätter, Hannes Obermair und Romedio Schmitz-Esser.
Er legte Studien zu verschiedenen Themen mittelalterlicher Tiroler Geschichte vor. Riedmann ist Verfasser eines Standardwerks über das Tiroler Mittelalter, das 1985 als Teilband der Geschichte des Landes Tirol erschien und auf 400 Seiten die Grundlage für jede weitere Beschäftigung mit der Geschichte Tirols im Mittelalter schuf. Riedmann übernahm 1992 gemeinsam mit Marjan Cescutti die Leitung der Schlern-Schriften, der ältesten landeskundlichen Schriftenreihe Tirols. Riedmann war Herausgeber der Zeitschrift Tiroler Heimat. 
Im Sommer 2005 wurde in der Universitätsbibliothek Innsbruck eine Briefsammlung mit 130 bisher unbekannten Briefen, Mandaten und Diplomen Friedrichs II. und vor allem Konrads IV. in einer Handschrift aus der Südtiroler Kartause Allerengelberg (zweite Hälfte des 13. Jahrhunderts, heute Innsbruck, UB, Hs. 400) identifiziert. Der Fund wurde von Riedmann im Deutschen Archiv vorgestellt und analysiert. Im Jahr 2017 legte Riedmann eine kritische Edition der Innsbrucker Briefsammlung vor.
Riedmann ist unter anderem wirkliches Mitglied der Österreichischen Akademie der Wissenschaften und korrespondierendes Mitglied der Zentraldirektion der Monumenta Germaniae Historica in München (seit 1994). Seit 1988 ist er korrespondierendes Mitglied der Accademia degli Agiati in Rovereto. Das Land Tirol hat ihm 2005 mit dem Ehrenzeichen des Landes Tirol geehrt. Riedmann erhielt den Ehrenring der Gemeinde Wildschönau und wurde Ehrenmitglied des Tiroler Landesmuseums Ferdinandeum. Ihm wurde 2020 das Österreichische Ehrenkreuz für Wissenschaft und Kunst I. Klasse und damit eine der höchsten Auszeichnungen für in Wissenschaft oder Kunst tätige Personen verliehen.
Er ist seit 1959 Mitglied der KÖHV Leopoldina Innsbruck und seit 1963 der KHV Babenberg Wien, beide im ÖCV. Riedmann ist verheiratet und hat zwei Kinder.

## Schriften (Auswahl)
- Geschichte Tirols. 3. Auflage. Verlag für Geschichte und Politik, Wien 2001, ISBN 3-486-56553-2.
- Das Mittelalter. In: Josef Fontana, Peter W. Haider (Hrsg.): Geschichte des Landes Tirol. Bd. 1: Von den Anfängen bis 1490. 2., überarbeitete Auflage. Athesia Verlag, Bozen u. a. 1990, S. 291–698.
- Die Beziehungen der Grafen und Landesfürsten von Tirol zu Italien bis zum Jahre 1335 (= Sitzungsberichte der Österr. Akademie der Wissenschaften. Phil.-Hist. Kl. Bd. 307). Verlag der Österreichischen Akademie der Wissenschaften, Wien 1977, ISBN 3-7001-0198-8 (Zugleich: Innsbruck, Universität, Philosophische Fakultät, Habilitationsschrift, 1975).
- Die Beurkundung der Verträge Friedrich Barbarossas mit italienischen Städten. Studien zur diplomatischen Form von Vertragsurkunden im 12. Jahrhundert. (= Sitzungsberichte der Österr. Akademie der Wissenschaften. Phil.-Hist. Kl. Bd. 307). Verlag der Österreichischen Akademie der Wissenschaften, Wien 1973, ISBN 3-7001-0049-3 (Zugleich: Wien, Universität, Dissertation, 1966).

Edition
- Die Innsbrucker Briefsammlung. Eine neue Quelle zur Geschichte Kaiser Friedrichs II. und König Konrads IV. (= MGH. Briefe des späteren Mittelalters. Bd. 3). Harrassowitz Verlag, Wiesbaden 2017, ISBN 978-3-447-10749-5.